# Rob Cavallo
Robert Siers "Rob" Cavallo (sinh ngày 21 tháng 4 năm 1963) là một nhạc sĩ, nhà sản xuất thu âm và CEO của Warner Bros. Records. Nổi tiếng với những sản phẩm sản xuất cùng Green Day, ông cũng hợp tác với nhiều nghệ sĩ khác như Linkin Park, My Chemical Romance, Eric Clapton, Goo Goo Dolls, Dave Matthews Band, Kid Rock, Alanis Morissette, Black Sabbath, Phil Collins, Paramore và Meat Loaf. Ông cũng là chủ nhân của nhiều giải Grammy. Cavallo chơi được nhiều nhạc cụ như bass, keyboard, organ, piano, guitar nhạc cụ gõ.